# Sale el sol (programa de televisión)
Sale el sol es un programa de televisión mexicano, producido por Grupo Imagen y trasmitido por Imagen Televisión. El programa está dirigido para el público en general e incluye varias secciones y temas relacionado con belleza, cocina, diversión, horóscopos, sexualidad, consejos, reflexiones, promociones, entrevistas, espectáculos y música. Es uno de los primeros programas transmitidos por la cadena de televisión de Grupo Imagen, lanzado el 18 de octubre de 2016.
Su estreno fue el 18 de octubre de 2016.

## Secciones
- Pájaros en el Alambre. Es la sección principal del programa, y es conducido principalmente por Ana María Alvarado, Joanna Vega-Biestro y Enrique Villanueva. Se muestran las noticias más relevantes del mundo de los espectáculos.
- Minutos de Café. Todos los conductores del programa preparan una intención o frase del día que pueda acompañar toda la emisión del programa.
- Sobre la Mesa. Aquí los conductores platicaran y debatirán sobre un tema en específico donde contarán con la presencia de especialista y también de los invitados especiales del programa.
- Cocina de Solteros. Carlos Arenas nos muestra como preparar unos deliciosos platillos a su propio estilo, y con la participación de invitados especiales. Se emite casi al final del programa.
- Picando la Noticia. Se muestran las noticias más relevantes de lo que sucede en México y en el mundo, el cual los conductores, así como los presentadores de la sección Efren Argüelles, Enrique Villanueva e Hiram Hurtado, darán su punto de vista.
- Al Limite de la Fama. En esta sección se presentan las historias de los artistas y famosos de México y todo el mundo que ya fallecieron, el cual se relatan desde su origen, éxito, fama y polémica en el que se han involucrado. Fue presentado por Mauricio Barcelata y Héctor Vargas. Tras la salida de Barcelata en 2019, fue sustituido por Joanna Vega-Biestro.
- El Cochinito. Daniel Urías te da recomendaciones sobre como poder economizar de una manera fácil y preciso.
- Historia de Amor. Ana Alicia Alba presenta la sección quienes cuentan su historia de Amor de las personas que conocen por amor.
- La Ultima Palabra. Una sección de columna periodística presentada por Gustavo Adolfo Infante, relatando noticias y escándalos de los famosos.
- Conectados. Una sección presentada por en un principio con Mauricio Mancera y Ana Alicia Alba presentando los videos de las redes sociales de diversión y de casos insólitos, tras la salida de Mancera Ana Alicia retoma la sección en solitario para los videos.
- El Que la Hace La Paga. Una sección que muestran videos de las cámaras de vigilancia en las calles de la Ciudad haciendo una serie de asaltos de los asaltantes y la gente hace denuncias de parte de la ciudadanía.
- Fit de Semana. Una sección que sale los viernes y lo presenta Paola Sasso dando los consejos de alimentación y ejercicios, tras la salida de Paola la sección se dejó de trasmitir.
- Lo mejor de mí. Una sección de autoayuda, amor propio y palabras hechas para el alma.

### Secciones anteriores
- De Pisa y Corre. Fue presentado por Nacho Lozano donde realizaba un monólogo acerca de lo que sucede en la política en México y otros temas en relación, con un toque irónico y sarcástico. Tras su repentino éxito, se le dio un programa propio que fue estrenada el 13 de mayo de 2019 y se emite a las 08:00 a. m.[3]
- De Lunas y Estrellas. En esta sección Natalia Coppola presentaba los mejores horóscopos para comenzar el día.
- El Termómetro. Fue presentado por la reportera Jari Márquez, donde realizaba preguntas aleatorias a cada artista.
- Pajareando . Era una sección que sale los viernes para mostrar los momentos más divertidos del programa.
- El Ventilador. Fue presentado por Diego Barrios, el cual relataba como viven los famosos fuera de las cámaras de televisión.